# 前门区
北京市前门区，北京市旧市辖区。1952年由北京市第六区改置。在今北京市区中部。因正阳门（前门）在本区，故名。1958年撤销，前门大街两侧分别并入崇文区和宣武区。